# サントメ・プリンシペの鉄道
サントメ・プリンシペの鉄道では、サントメ・プリンシペにおける鉄道について記す。2025年現在、鉄道は運行されていない。

## 鉄道史
サントメ・プリンシペでは、プランテーション内部の輸送に蒸気機関車が活用されていた。1910年に総延長68kmの鉄道を建設したサントメ島のロサ・リオ・ド・オウロ（Roça Rio do Ouro）や、プリンシペ島に遺構が現存するロサ・サンディ（Roça Sundi）等が知られている。
サントメ島では1924年6月の時点では、サントメ南方のトリンダーデ（Trindade）、西海岸のカダノ（Cadão）、中央部のモンテ・カフェ及びモンテ・エルミニオスへ向かう総延長65kmの鉄道網整備構想が存在したことが報じられている。

## 隣接国との鉄道接続状況
島国で隣接国なし。